# Mercedes-Benz W180
La serie W180 è una serie di autovetture di lusso prodotte tra il 1954 ed il 1960 dalla Casa automobilistica tedesca Mercedes-Benz.

## Storia e profilo
La serie W180 è stata inaugurata nel marzo del 1954 al Salone dell'automobile di Ginevra, nella cui cornice è stata presentata la 220a, primo modello facente parte di questa famiglia e destinato a sostituire la precedente 220 W187. In seguito sarebbero arrivati altri tre modelli che avrebbero costituito la famiglia W180, anche se alcuni di essi portavano altre sigle di progetto.
Tutti questi modelli erano caratterizzati da due proprietà fondamentali: la scocca portante e la moderna carrozzeria di tipo Ponton, termine che stava ad indicare quelle carrozzerie di tipo moderno con parafanghi integrati nel resto del corpo vettura, anziché essere separati come nelle vetture d'anteguerra. Anche la 220 W187, che non aveva ancora una carrozzeria di tipo Ponton, risultava essere piuttosto datata nel look, ed infatti il corpo vettura risultava molto simile a quello della 170V, il cui progetto era di metà anni trenta. La moderna carrozzeria Ponton a tre volumi venne ripresa dalla più piccola 180 presentata l'anno prima, ma rispetto alla quale se ne differenziava per il passo e per il cofano motore più lunghi. Ciò contribuiva a dare maggior slancio alla linea della vettura, mentre la 180 appariva più tozza. Mentre il maggior interasse contribuiva a migliorare l'abitabilità interna per i passeggeri, il cofano motore più lungo serviva ad ospitare più comodamente i motori M180 a 6 cilindri da 2.2 litri di cubatura (la 180 montava motori quadricilindrici).
Molti dei modelli della famiglia W180, inoltre, si distinguevano dalla 180 per la presenza di cromature volte ad impreziosire la carrozzeria ed a sottolineare che ci si trovava di fronte ad una vettura ben differente. Solo le versioni base ne erano prive. Tra le altre differenze estetiche con la 180 va ricordato il radiatore più grande ed inclinato, i fari posteriori di maggiori dimensioni ed i fendinebbia di serie.
Le Mercedes-Benz W180 montavano sospensioni a ruote indipendenti. L'avantreno era a doppio trapezio trasversale oscillante e barra antirollio, mentre il retrotreno era a ponte oscillante con articolazione centrale, una novità per una Mercedes-Benz stradale, visto che fino a quel momento era stata utilizzata solo su modelli da competizione. Molle elicoidali ed ammortizzatori idraulici completavano il quadro delle sospensioni ed erano presenti su entrambi gli assi. Vale la pena aggiungere che l'avantreno, come su tutte le Ponton, anche le W120/121, era fissato su un telaietto ausiliario, al quale veniva anche fissato il cambio a 4 marce tutte sincronizzate, cambio in blocco con il motore e dotato di frizione monodisco a secco.
L'impianto frenante era di tipo idraulico con quattro tamburi di tipo alettato per favorirne il raffreddamento.
Di seguito vengono esaminati più in dettaglio i quattro modelli costituenti la famiglia W180.

### Mercedes-Benz 220a (W180 I)

La Mercedes 220a

Il primo modello appartenente alla famiglia W180 è stato il 220a. Questo modello ancora non possedeva tutte quelle cromature che hanno caratterizzato gran parte degli altri modelli, ma la linea risultava comunque già molto elegante e signorile. Il prezzo di vendita della 220a berlina era di 12.500 marchi. La 220a montava il motore M180 II, una rivisitazione dell'originario motore della 220 W187, che sul nuovo modello è in grado di erogare fino ad 85 CV, così da permettere alla vettura di raggiungere una velocità massima di 150 km/h.
Nel settembre del 1955, venne introdotto il servofreno di serie. Contemporaneamente, al Salone di Francoforte  vengono presentate due varianti di cabriolet basate sulla 220a, a 2 posti e a 4 posti. Queste due varianti della 220a non sarebbero però mai state commercializzate, perché il corpo vettura più pesante richiedeva un motore più potente del 2.2 litri da 85 CV, perciò sarebbero state lanciate nel luglio del 1956 sulla base della versione S.
La 220a venne tolta di produzione nel marzo 1956 dopo 25.937 esemplari prodotti e venne sostituita da due modelli, uno più semplice e l'altro più sofisticato: la 219 e la 220S.

### Mercedes-Benz 219 (W105)

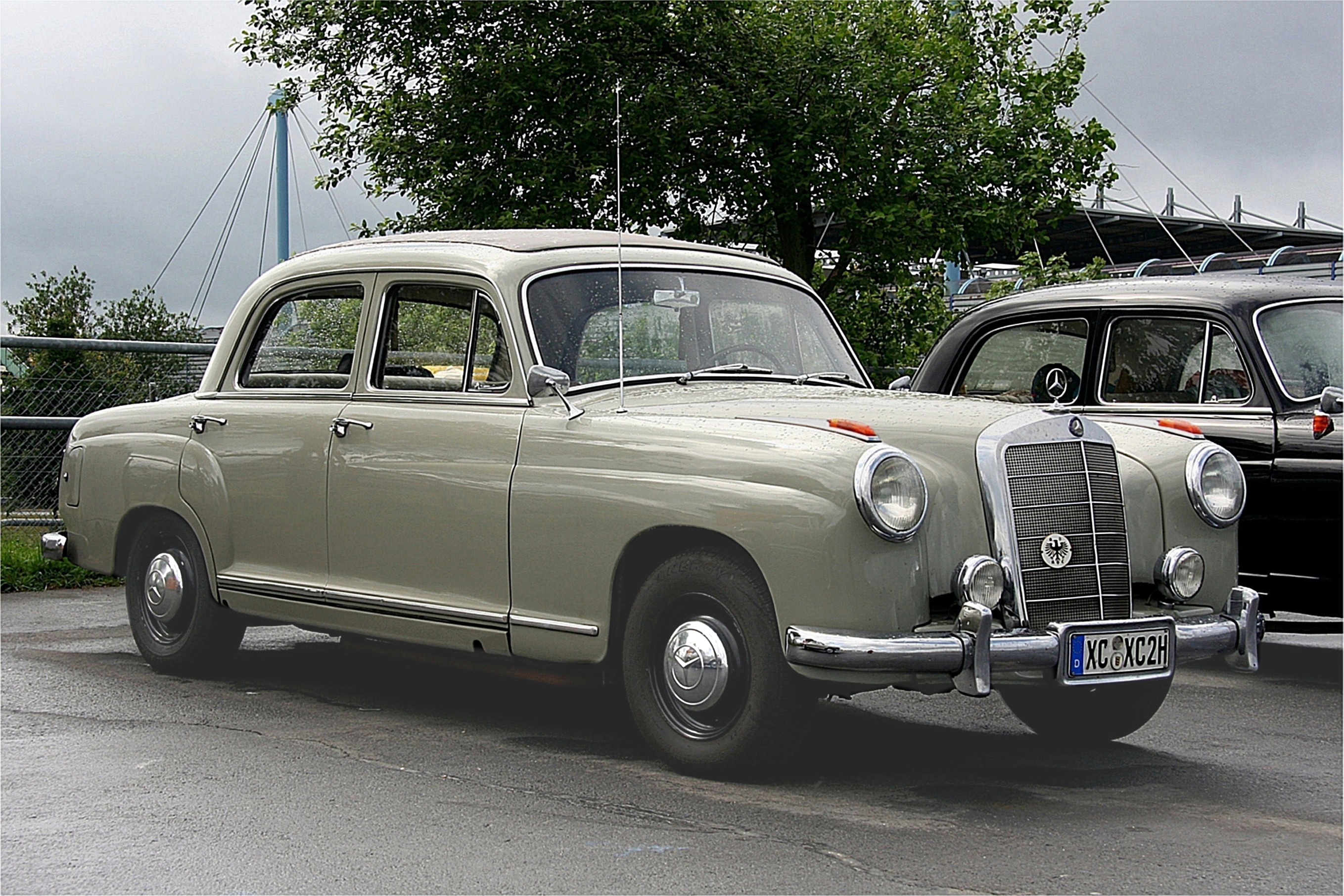
Una Mercedes-Benz 219

Lanciata nel marzo del 1956, la 219 è il più economico dei due modelli che hanno sostituito la 220a. Si tratta praticamente di una 180 W120 con il cofano allungato delle W180. Il passo è quindi ridotto, anche se non ai livelli della 180 (2.82 m per le normali berline W180, 2.65 m per la 180 e 2.75 m per la 219), e comunque l'abitabilità interna è analoga a quella del modello W120, perché l'allungamento del passo rispetto a quest'ultima ha interessato solo la zona relativa al cofano motore, in maniera tale da poter continuare ad ospitare il 2.2 litri.
Nella 219 il servofreno non era di serie come nelle ultime 220a, ma optional. Nel 1957 ci furono alcuni aggiornamenti tecnici per questo modello: il motore subì un aumento nel rapporto di compressione ed arrivò ad erogare 90 CV di potenza massima, mentre a richiesta, con sovrapprezzo di 450 marchi, divenne possibile avere una frizione idraulica. Le prestazioni, comunque, non si discostavano di molto da quelle del modello 220a: la 219 viaggiava sempre intorno ai 150 orari.
La 219, commercializzata parallelamente alla più lussuosa 220S, se ne distingueva, oltre che per la carrozzeria leggermente più ridotta, anche per l'assenza di cromature.
La 219 fu proposta a 10.500 marchi ed ottenne un buon successo di vendite (27.845 esemplari). La sua produzione si protrasse fino al 1959, anno in cui venne sostituita dalla 220 W111 di base.

### Mercedes-Benz 220S (W180 II)

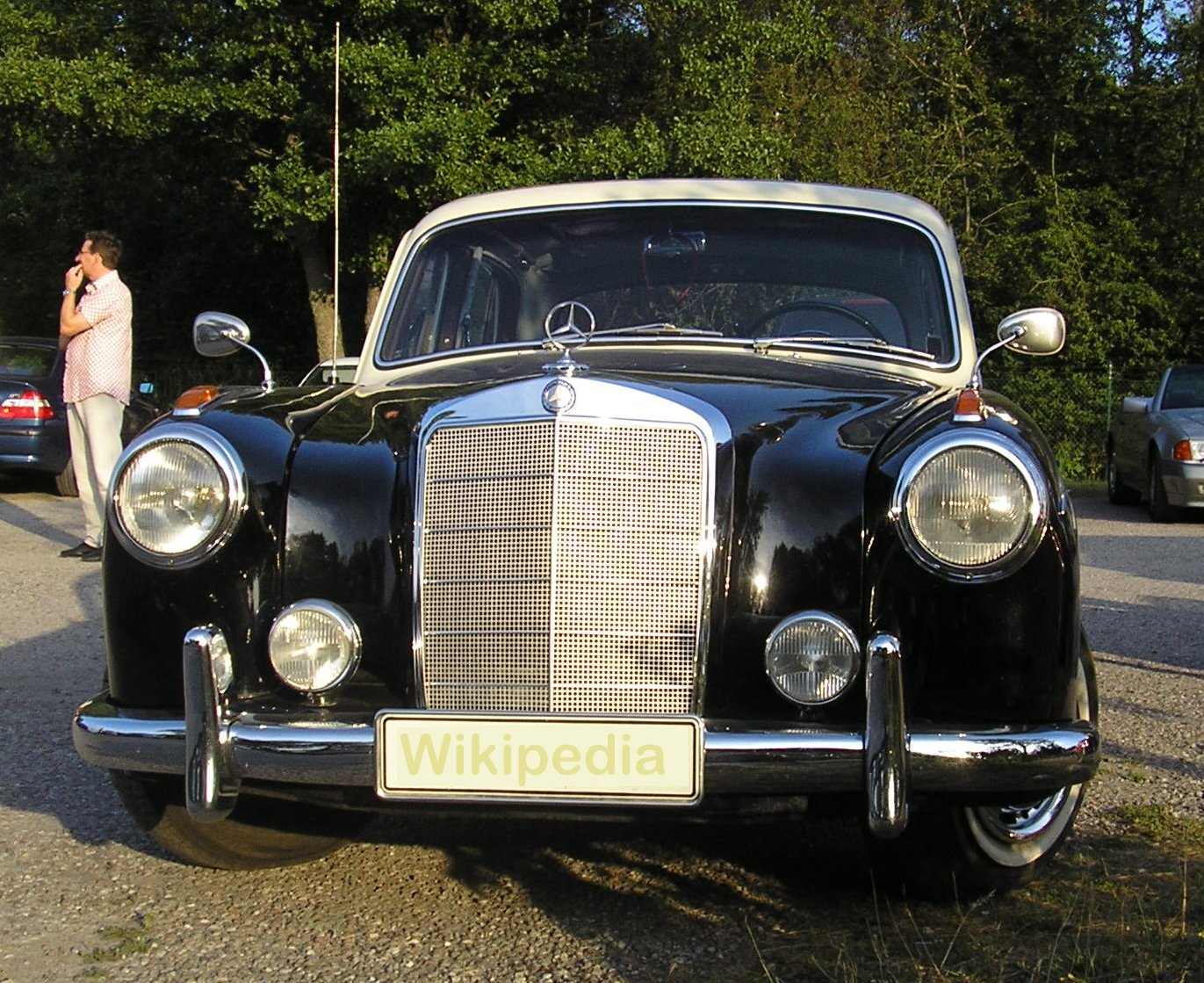
Vista frontale di una 220S

Contemporaneamente alla 219 venne lanciata la 220S, dedicata a chi esigeva una vettura dotata delle prestazioni della 220a, ma senza rinunciare al lusso ed al comfort. La carrozzeria era la stessa della 220a, ma impreziosita da cromature lungo i fianchi, sulle maniglie e sulla sommità dei parafanghi anteriori, dove erano posizionati gli indicatori di direzione. In ogni caso, la novità più sostanziosa si ha sotto il cofano, dove trova posto il motore M180 III, capace di erogare fino a 100 CV di potenza massima, spingendo così la 220S ad una velocità massima di 160 km/h.
Storicamente, la 220S ha un'importanza particolare, perché è la primissima Mercedes-Benz a portare la lettera S. Ciò, unito al fatto che seguendo le varie successioni fino ai giorni nostri si arriva in effetti agli attuali modelli della Classe S, pone la 220S come antesignana delle attuali berline di rappresentanza e viene spesso inclusa dagli storici proprio tra i modelli della Classe S.
A partire dal luglio 1956, la gamma della 220S si arricchì con l'arrivo della 220S Cabriolet, disponibile subito sia a 2 che a 4 posti e caratterizzata dal passo accorciato di 12 cm rispetto alla berlina. Con un prezzo di 21.500 marchi, oltre il doppio di una 219, la 220S Cabriolet è la versione più esclusiva della gamma 220S e dell'intera famiglia W180 e derivate. Motore e prestazioni rimangono invariate.
Tre mesi dopo il lancio delle 220S Cabriolet, venne lanciata anche la 220S Coupé, praticamente una cabriolet con tetto fisso in metallo, dalla linea meno apprezzata rispetto al resto della gamma, ma sicuramente molto elegante e slanciata e che dà la possibilità di abbattere il piccolo sedile posteriore per disporre di ulteriore spazio per i bagagli.
Se la 219 ottenne un buon successo di vendite, la 220S fece molto di più, raggiungendo ben 58.708 esemplari in tre anni di produzione, di cui 55.279 solo con carrozzeria berlina, un dato tutt'altro che negativo considerando il periodo e la fascia di mercato della vettura. Anche la 220S, infatti, uscì di produzione nel 1959, sostituita dalla 220S W111.

### Mercedes-Benz 220SE (W128)

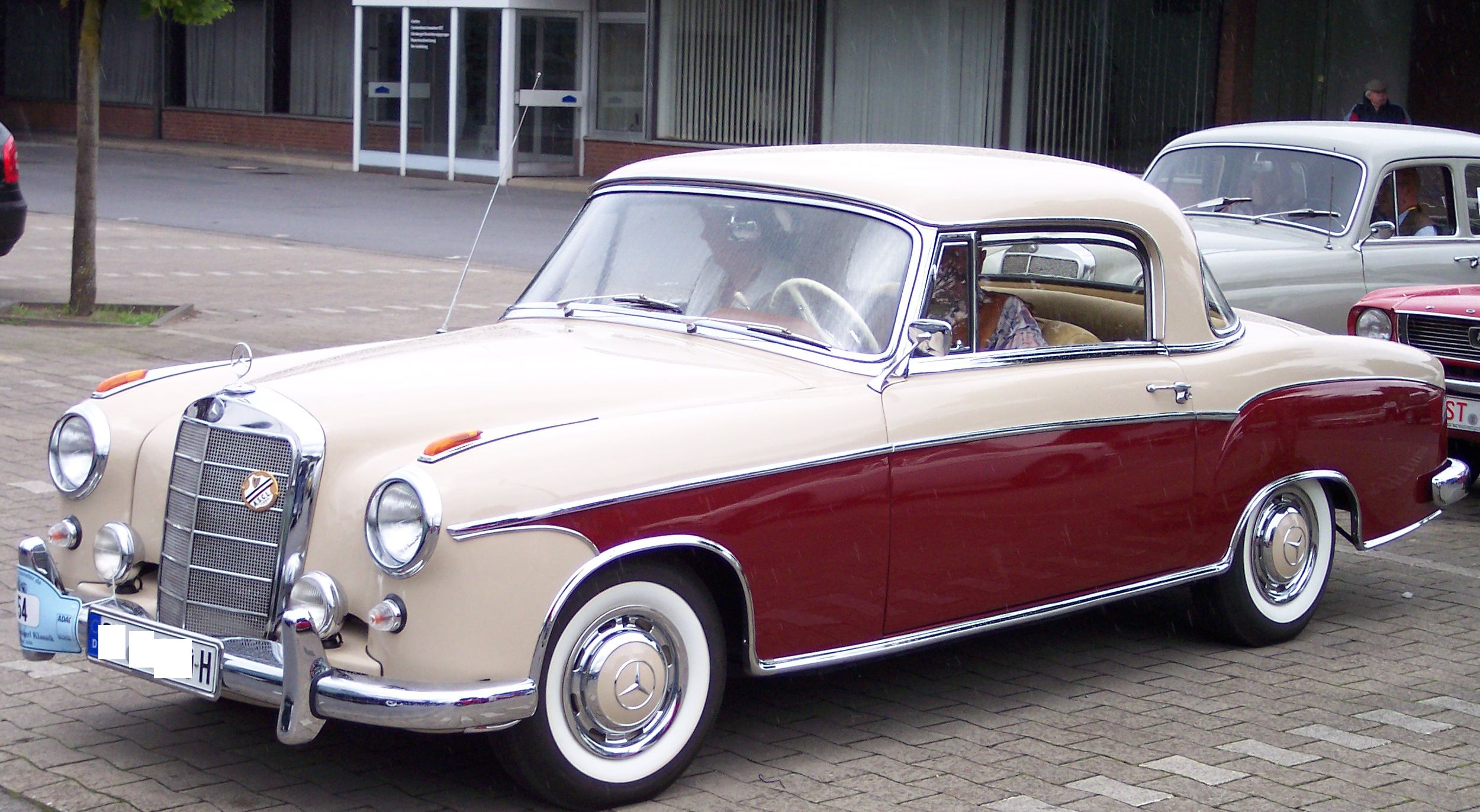
Una 220SE Coupé

Per un lasso di tempo relativamente breve, vale a dire tra la fine del 1958 e la fine del 1959, viene commercializzata la 220SE, dove la E sta per Einspritzung, che in tedesco significa iniezione. La differenza sostanziale con le altre Ponton a 6 cilindri stava infatti in questo tipo di alimentazione per il motore, che prese la sigla M127 ed arrivò ad erogare fino a 115 CV di potenza massima. Le prestazioni rimasero comunque molto simili. In questo modo, quindi, la Casa tedesca portò l'alimentazione ad iniezione a più ampi livelli di produzione. Fino a quel momento l'alimentazione ad iniezione era infatti riservata alla 300SL "Ali di gabbiano", sportiva per pochi fortunati.
L'alimentazione ad iniezione raggiunge quindi fasce di mercato più ampie all'interno della gamma tedesca.
Anche la 220SE venne declinata nelle versioni coupé e cabriolet. Queste ultime sono state prodotte in totale in 1.942 esemplari e le berline non fecero molto di più, arrivando a 1.974 esemplari. Mentre le berline vennero tolte di produzione nel 1959, le coupé e le cabriolet rimasero in listino ancora un anno, fino al 1960, per essere sostituite nel 1961 dalle corrispondenti coupé e cabriolet della serie W111.